# USS Wakulla (AOG-44)
USS Wakulla (AOG-44) – amerykański tankowiec benzyny typu Mettawee, służący w US Navy pod koniec II wojny światowej.
Stępka drugiego okrętu noszącego nazwę "Wakulla" została położono 31 października 1944 na podstawie kontraktu Maritime Commission (MC hull 2070) w Bayonne (New Jersey) w stoczni East Coast Shipyards, Inc. Jednostkę o nośności DWT 1228 t zwodowano 17 grudnia 1944, matką chrzestną była pani McClain. Statek został zaakceptowany przez Marynarkę 15 stycznia 1945, przerobiony do służby w stoczni która go zbudowała. Wszedł do służby w New York Navy Yard 3 lutego 1945, pierwszym dowódcą został Lt. Clifford G. Pickering.

## Służba w czasie II wojny światowej
Po odbyciu prób w cieśninie Long Island i rejsie odbiorczym w rejonie Norfolk "Wakulla" wyruszył w rejs 23 marca 1945 w kierunku Indii Holenderskich. Został załadowany do pełna olejem napędowym i wysokooktanową benzyną na Arubie i popłynął na zachód.

### Operacje na Pacyfiku
Przez Kanał Panamski przeszedł w dniach 5-7 kwietnia. Do San Diego dotarł 22 kwietnia. W kierunku Hawajów wypłynął 30 kwietnia. Został przydzielony do Service Squadron (ServRon) 8 wkrótce po dopłynięciu 11 maja do Pearl Harbor. Zbiornikowiec odbył następnie jeden rejs do Kanton Island znajdującej się w grupie Phoenix oraz dwa do Johnston Island. Za każdym razem przewoził pełen ładunek wysokooktanowej benzyny. W czasie jednego rejsu do Johnston, musiał przerwać operacje wyładunkowe by wyjść w morze i odholować do portu "LST-765" po tym jak ten okręt desantowy czołgów uszkodził śrubę i miał awarię steru.
"Wakulla" służył jako zbiornikowiec portowy w Pearl Harbor do dnia zakończenia walk.

## Służba powojenna i wycofanie ze służby
Po tym jak ServRon 8 został rozwiązany we wrześniu, tankowiec przeszedł pod kontrolę zarówno komendanta 14 Dystryktu Morskiego (ang. 14th Naval District) jak i dowódcy sił pomocniczych Floty Pacyfiku (ang. Commander, Service Force, Pacific Fleet), i pełnił służbę w tym rejonie do końca 1945.
W kierunku zachodniego wybrzeża USA popłynął w styczniu 1946 i został wycofany ze służby w San Francisco 13 czerwca 1946. "Wakulla" został skreślony z listy okrętów 19 lipca 1946 i przekazany Maritime Commission 14 listopada 1946.